# Megan Abbott
Megan E. Abbott (ur. 1971) – amerykańska pisarka, autorka powieści kryminalnych, dziennikarka, nauczycielka akademicka.
Ukończyła studia na University of Michigan. Stopień Ph.D uzyskała na New York University. Za swoją powieść Queenpin otrzymała Nagrodę im. Edgara Allana Poego w kategorii najlepsza książka oryginalna w miękkiej okładce oraz nagrodę literacką Barry Award w tej samej kategorii.
Jej mężem jest pisarz Joshua Gaylord. Para mieszka w Nowym Jorku.

## Powieści
- Die a Little, 2005 (wyd. pol. 2009 Szczypta śmierci)
- The Song Is You, 2007 (wyd. pol. 2009 Przebojowa dziewczyna)
- Queenpin, 2007
- Bury Me Deep, 2009
- The End of Everything, 2011 (wyd. pol. 2010 Koniec wszystkiego)
- Dare Me, 2012
- The Fever, 2014
- You Will Know Me, 2016
- Give Me Your Hand, 2018

## Literatura faktu
- The Street Was Mine: White Masculinity in Hardboiled Fiction and Film Noir, 2002